# Distretto di Kafue
Il distretto di Kafue è un distretto dello Zambia, parte della Provincia di Lusaka.
Il distretto comprende 17 ward:
- Chikupi
- Chilanga
- Chilongolo
- Chinyanja
- Chisankane
- Chiyaba
- Kafue
- Kambale
- Kasenje
- Lukolongo
- Malundu
- Matanda
- Mungu
- Nakachenje
- Namalombwe
- Nyemba
- Shabusele